# Loweia straminea
Loweia straminea är en fjärilsart som beskrevs av Blachier 1912. Loweia straminea ingår i släktet Loweia och familjen juvelvingar. Inga underarter finns listade i Catalogue of Life.